# Skotská fantazie
Skotská fantazie pro housle a orchestr Es dur, Op. 46 je dílo německého hudebního skladatele Maxe Brucha.
Toto hudební dílo vzniklo v roce 1880 jako čtvrté dílo jeho rozsáhlého souboru skladeb věnovaných sólovým houslím a orchestru, které zahrnují tři houslové koncerty a šest dalších koncertních skladeb. Ačkoliv se v průběhu času v základním repertoáru udržel jen Houslový koncert č. 1 g mol, Skotská fantazie patří k několika Bruchovým skladbám, které se na koncertních pódiích objevují dodnes a svojí popularitou předstihla i skladatelův druhý a třetí houslový koncert.
Autora, který v Skotsku osobně nikdy nebyl, ke zkomponování této skladby vedla inspirace knihami spisovatele Waltera Scotta, se kterými se seznámil v době své pracovní návštěvy Anglie. Původní titul skladby je Fantazie volně využívající skotské lidové melodie. Nebylo to poprvé, kdy se autor ve svém díle inspiroval prvky z hudby jiného národa, naopak, jde o jeden z charakteristických aspektů jeho tvorby - v jiných dílech je možné slyšet například židovské nebo maďarské nápěvy. Tak jako většinu svých děl i tuto fantazií složil pro jednoho z nejvýznamnějších interpretů své doby, španělského houslového virtuóza Pabla de Sarasate, který skladbu uvedl na premiéře v září 1880 v Hamburku.
V elegantní, nevázané skladbě, je cítit vliv průlomového houslového koncertu Mendelssohna-Bartholdyho, na rozdíl od prvního Bruchova koncertu je ale více znát v houslové technice než formě díla. Tak jak napovídá už název, výstavba díla je velmi uvolněná, fantazijní. Skladatel zde několikrát střídá živé skotské nápěvy ozdobených houslovými girlandami s pomalými zasněnými úseky. Skladba má čtyři věty; základem každé z nich se stal odlišný skotský nápěv. Snaha přiblížit se charakteru skotské hudby je zřejmá i v orchestraci – na několika místech se autor snažil imitovat gajdy a v celé skladbě ponechal neobyčejně velký prostor orchestrální harfě, která zde zastupuje tradiční keltskou harfu. Příjemná zvuková harmonie dvou houslí a harfy se objevuje na vícerých místech této skladby a nepochybně se podílí na popularitě díla.
Skladbu, podobně jako svůj první houslový koncert, otevírá pomalou pochmurnou introdukcí, ve které se uplatňují hlavně lesní rohy s harfou v pozadí a elegické houslové sólo. Navazující částí věty je magické Adagio cantabile, které je založeno na skotské lidové písni Auld Robin Morris. Téma houslí je bohatě doprovázeno harfovými arpeggii. Celá věta se nese v poklidné náladě hlavního tématu. Druhá věta naopak vychází ze živého a rytmického nápěvu Hey, the dusty Miller. Po orchestrálním úvodu se ozývají pravidelné údery violončel připomínající gajdy a s tímto doprovodem housle v dvojhmatech prezentují téma nápěvu:
V dalším průběhu skladby téma přebírá orchestr a housle jej doplňují dlouhými tahy smyčcem ve vysoké poloze. Po krátkém ztišení houslí následuje bujará orchestrální dohra. Namísto očekávaného závěrečného tónu však přichází Adagio s reminiscencí tématu Auld Robin Morris. Atacca následuje třetí věta Andante sostenuto, která začíná expozicí hlavního tématu, kterou je melodie I’m A Down for Lack O Johnnie. Líbezné, klidně plynoucí téma dále přechází variačním rozvedením, které se vyznačuje o něco větší tempovou a náladovou pestrostí než rozvedení obdobně pomalého tématu první věty směřuje k lyrickému, tiše doznívajícímu závěru. Závěrečné Finále začíná přímo tématem Scotts wha hae které exponují housle doprovázené jen harfou. Téma zopakuje orchestr, který následně znovu vystřídají housle s harfou. Tento kontrast je dále využíván v průběhu celé věty. Střední část věty je lyrická a zahrnuje i krátkou houslovou kadenci. Znovu je zde připomínáno téma první věty, závěr díla však tvoří jednoduchá avšak výrazná repríza Scots whae hae s unisonem hlavní orchestrální linky a sólových houslí.

## Vybrané nahrávky
- Jascha Heifetz, New Symphonic Orchestra of London, Malcolm Sargent (1961)
- Kyung Wha Chung, Royal Philharmonic Orchestra, Rudolph Kempe (1972)
- Itzhak Perlman, Israel Philharmonic Orchestra, Zubin Mehta (1986)
- Midori, Israel Philharmonic Orchestra, Zubin Mehta (1993)